# Rip Van Winkle

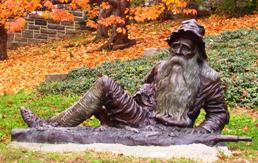
Tượng đồng của Rip Van Winkle ở Irvington, New York

"Rip Van Winkle" là một truyện ngắn nổi tiếng của nhà văn Mỹ tiên phong Washington Irving (1783-1859). Đây là một truyện ngắn trong cuốn The Sketch Book (tuyển tập các truyện ngắn được đăng trên các tạp chí ở Anh và Mỹ trong khoảng thời gian từ năm 1819 đến năm 1920).

## Tóm tắt câu chuyện
Nhân vật chính trong truyện ngắn là Rip Van Winkle, một nông dân sống trong một ngôi làng nhỏ gần ngọn núi Kaatskill, bên bờ sông Hudson. Rip là một người tốt bụng nhưng lại lười biếng làm việc. Nông trại của ông do cha ông để lại bị ông bán nhiều lần, cuối cùng ông chỉ còn lại một mảnh đất nhỏ cằn cỗi. Do ông không chịu làm việc cho nên gia đình ông rất thiếu thốn, vì vậy ông thường bị vợ mắng chửi và dần dần ông trở nên sợ hãi vợ mình.
Một ngày nọ, khi ông đang ngồi tán gẫu với đám bạn nhàn rỗi của ông, thì vợ ông xuất hiện và chửi mắng tất cả mọi người. Chán nản và sợ hãi, suốt ngày hôm đó ông đi lang thang trên núi Kaatskill cùng với con chó trung thành của ông. Khi trời gần tối, không còn sự chọn lựa nào khác, ông quyết định đi về nhà mặc dù vẫn còn rất sợ bà vợ. Mới đi được vài bước thì nghe có người gọi tên, ông quay lại và thấy một ông già đang vác một thùng rượu kêu mình. Lúc ông đến gần, ông già nhờ vác hộ thùng rượu và đi theo ông ta đến một khe núi. Đến nơi ông thấy nhiều ông già khác đang chơi một trò chơi thời xa xưa. Ông già đi cùng với ông rót rượu ra các ca bằng thiếc và ra lệnh cho ông mang rượu đến cho các ông già kia. Sau khi uống xong, họ lại tiếp tục chơi. Vốn là người thích rượu ông liền lén uống vài ca, rồi sau đó ông không còn biết gì nữa.
Khi thức dậy, ông thấy mặt trời đã lên cao, ông liền vội vã về nhà. Khẩu súng của ông bị gỉ và hỏng, râu của ông trở nên dài rậm còn con chó thì biến mất. Khi về đến đầu làng ông thấy quang cảnh hoàn toàn khác hẳn ngày hôm trước và không ai trong làng nhận ra ông. Sau khi ông xưng tên thì một ông già mới nhận ra ông và nói rằng ông đã mất tích cách đó 20 năm. Ông được biết vợ ông đã mất, còn người bạn thân đã hi sinh ngoài chiến trường. Ông còn tuyên bố mình phụng sự cho Vua George III của Anh mà không hề biết rằng Cách mạng Mỹ đã thành công. Chân dung vua George III treo trong nhà ông đã bị thay bởi George Washington. Ông còn được gặp một người khác cùng tên Rip Van Winkle – đó chính là con trai ông, nay đã trưởng thành.
Rip Van Winkle sau đó được nghe kể rằng ngọn núi nơi ông nằm ngủ nổi tiếng với hồn ma của Henry Hudson và đã bị bỏ hoang từ lâu. May mắn là những người già trong làng nhận ra ông, và ông được người con gái nuôi đưa về nhà. Ông thuật lại ngắn gọn câu chuyện của mình, và nó gây ấn tượng mạnh tới những người Hà Lan khai quốc tại đây.